# Saropogon thailandensis
Saropogon thailandensis là một loài ruồi trong họ Asilidae. Saropogon thailandensis được Tomosovic & Grootaert miêu tả năm 2003. Loài này phân bố ở miền Ấn Độ - Mã Lai.